# Phronia incerta
Phronia incerta är en tvåvingeart som först beskrevs av Adams 1907.  Phronia incerta ingår i släktet Phronia och familjen svampmyggor.
Artens utbredningsområde är Indiana. Inga underarter finns listade i Catalogue of Life.